# Rhyphelia variegata
Espèce
Rhyphelia variegata est une espèce d'araignées aranéomorphes de la famille des Salticidae.

## Distribution
Cette espèce est endémique de l'État de Rio de Janeiro au Brésil,. Elle se rencontre vers Teresópolis.

## Description
Le mâle holotype mesure 3 mm.

## Systématique et taxinomie
Cette espèce a été décrite par Simon en 1902.

## Publication originale
- Simon, 1902 : « Description d'arachnides nouveaux de la famille des Salticidae (Attidae) (suite). » Annales de la Société Entomologique de Belgique, vol. 46, p. 24-56 & 363-406 (texte intégral).